# Hyposcada taliata
Espèce
Hyposcada taliata est un insecte lépidoptère  de la famille des Nymphalidae, de la sous-famille des Danainae et du genre Hyposcada.

## Dénomination
Hyposcada taliata a été décrit William Chapman Hewitson en 1874 sous le nom initial de' Ithonia taliata.

### Sous-espèces
- Hyposcada taliata taliata; présent au Pérou.
- Hyposcada taliata ssp; présent au Pérou[1].
- Hyposcada taliata ssp; présent en Équateur[2].

## Description
Hyposcada taliata  est un papillon à corps fin, d'une envergure d'environ 65 mm, aux ailes antérieures à bord interne concave,. Les ailes antérieures sont bordées de marron et formées de plages et taches transparentes délimitées par des bandes marron alors que les ailes postérieures sont transparentes à veines marron et bordure marron des bords costal et externe.

## Écologie et distribution
Hyposcada taliata  est présent au Pérou et en Équateur,.

### Protection
Pas de statut de protection particulier.